# Francis Huster
Francis Huster (Neuilly-sur-Seine, 8 dicembre 1947) è un attore, sceneggiatore, regista e doppiatore francese, attivo dall'inizio degli anni settanta in campo cinematografico, teatrale e televisivo.

## Biografia
Tra i film in cui ha recitato, ricordiamo: L'amante del prete (1970), I primi turbamenti (1972), Chissà se lo farei ancora (1976), Un altro uomo, un'altra donna (1977), Amour braque - Amore balordo (1985), con Sophie Marceau e Tchéky Karyo, La cena dei cretini (1998). È decorato come ufficiale della Legion d'onore.

## Filmografia parziale

### Attore
- En attendent l'auto, regia di Gisèle Braunberger (1970)
- L'amante del prete (La faute de l'abbé Mouret), regia di Georges Franju (1970)
- I primi turbamenti (Faustine et le bel été), regia di Nina Companeez (1972)
- La station Champbaudet, regia di Georges Folgoas (1972) - film TV
- Colinot l'alzasottane (L'histoire très bonne et très joyeuse de Colinot Trousse-Chemise), regia di Nina Companeez (1973)
- Scene di un'amicizia tra donne (Lumière), regia di Jeanne Moreau (1976)
- Chissà se lo farei ancora (Si c'était à refaire), regia di Claude Lelouch (1976)
- Un altro uomo, un'altra donna (Un autre homme, une autre chance), regia di Claude Lelouch (1977)
- L'adolescente, regia di Jeanne Moreau (1979)
- Bolero (Les uns et les autres), regia di Claude Lelouch (1981)
- Qu'est-ce qui fait courir David?, regia di Élie Chouraqui (1982)
- Ho sposato un'ombra (J'ai épousé une ombre), regia di Robin Davis (1983)
- Édith et Marcel, regia di Claude Lelouch (1983)
- Le faucon, regia di Paul Boujenah (1983)
- Equator - L'amante sconosciuta (Équateur), regia di Serge Gainsbourg (1983)
- Première classe, regia di Mehdi El Glaoui (1984)
- La femme publique, regia di Andrzej Żuławski (1984)
- Amour braque - Amore balordo (L'Amour braque), regia di Andrzej Zulawski (1985)
- Drôle de samedi, regia di Tunç Okan (1985)
- Parking, regia di Jacques Demy (1985)
- La grande cabriole (1989) - miniserie TV
- Mon dernier rêve sera pour vous (1989) - miniserie TV
- Ci sono dei giorni... e delle lune (Il y a des jours... et des lunes), regia di Claude Lelouch (1990)
- L'amante del tuo amante è la mia amante (Tout ça... pour ça!), regia di Claude Lelouch (1993)
- Dieu, l'amant de ma mère et le fils du charcutier, regia di Aline Issermann (1995)
- L'impossible Monsieur Papa, regia di Denys Granier-Deferre (1995) - film TV
- Coeur de cible, regia di Laurent Heynemann (1996) - film TV
- Terre indigo (1996) - miniserie TV
- Commandant Nerval (1996-1998) - serie TV
- La cena dei cretini (Le dîner de cons), regia di Francis Veber (1998)
- Le grand patron (2000-2007) - serie TV, 15 episodi
- Elle pleure pas, regia di Steve Suissa (2001)
- Zodiaque (2004) - serie TV
- Le Juge (2005) - miniserie TV
- Troppo bella! (Comme t'y es belle!), regia di Lisa Azuelos (2006)
- Un uomo e il suo cane (Un homme et son chien), regia di Francis Huster (2008)
- Bernadette: miracolo a Lourdes (Je m'appelle Bernadette), regia di Jean Sagols (2011)
- Chacun sa vie, regia di Claude Lelouch (2017)

### Regista
- Domani la banca apre alle nove (On a volé Charlie Spencer!) (1986)
- Le vrai coupable (TV, 2007)
- Un uomo e il suo cane (Un homme et son chien) (2008)

### Sceneggiatore
- Les amours de Jacques le fataliste (TV, 1981)
- Domani la banca apre alle nove (On a volé Charlie Spencer!) (1986)
- Le vrai coupable (TV, 2007)
- Un uomo e il suo cane (Un homme et son chien) (2008)

## Doppiatori italiani
- Manlio De Angelis in I primi turbamenti
- Carlo Valli in La femme publique
- Massimo Rossi in Amour braque - Amore balordo
- Simone Mori in La cena dei cretini
- Angelo Maggi ne Un uomo e il suo cane

## Premi e riconoscimenti
- 1980: Premio Gérard Philipe
- 1990: Prix du Brigadier
- 1990: Premio Molière
- 1997: Premio Molière
- 2003: 7 d'or